# Ràdio Jove
Ràdio Jove era un projecte radiofònic de la Direcció General de Joventut del Govern de les Illes Balears, que forma part de la xarxa d'activitats dirigides als joves.

## Història
El 2002, Ràdio Jove va emetre de dilluns a divendres de 18:10 a 00.30 hores, a través de les freqüències que tenia el Grup Serra a Mallorca des de la 103.2 FM a Mallorca i a Menorca únicament de 18.00 a 19.00 h en programació conjunta Mallorca-Menorca. La seva directora, des del primer moment va esser la periodista Elena de Cordova. Les emissions començaven cada dia amb el programa Top Jove, una Ràdio Fórmula dirigida i presentada per Fernando de Angulo, després li seguia l'informatiu que els primers anys estava dirigit i presentat per Lluís Porcel, al cap d'uns anys el substituí en Fernando de Angulo i després Antoni Martorell Reynés. Després de l'informatiu venia el programa de cultura "La Pavana" dirigit per Miquel Àngel Fluxa i Maria Rosa Campomar. Per a finalitzar les emissions diàries arribava el torn del programa dedicat a la música i músics independents del Pop-rock de les illes a càrrec, primer de Inma Ribalaiga i al cap d'uns anys de Mònica Borràs.
Els dissabtes tornaven a emetre una programació musical de 14.00 a 16.00 h a càrrec de Fernando de Angulo en el Top Jove Cap de Setmana.
A Palma, emetien des de les instal·lacions del Grup Serra al Passeig Mallorca, 32. Ocupaven la freqüència de A3 internacional
L'objectiu de Ràdio Jove era omplir el buit existent en el panorama radiofònic de les Illes d'oferir un producte fet per i per a joves, introduint totes aquelles preocupacions, interessos i inquietuds específics de la realitat de la joventut. No pretenia abordar els temes des d'un punt de vista competitiu, sinó que allò que Ràdio Jove intentava era (des de la professionalitat) acostar la realitat i les alternatives que hi pogués haver.
La informació diària, la difusió de la cultura i l'entreteniment eren també els altres puntals de Ràdio Jove, així com obrir un camp experimental per aquells joves interessats en el món del periodisme i de la comunicació.
El 31 de desembre de 2004, durant el govern del PP a les Illes Balears, el programa de Ràdio Jove va cessar les seves emissions.

## Directors
- Rosa Campomar (1995-1998).[3]
- Pere Joan Cabot (?-2001)[4]
- Pilar Calatayud Salvadó (2002)